# 许曼音
许曼音（1923年—2014年），女，江苏灌云人，中国内分泌学专家，曾任上海第二医科大学教授、博士生导师。

## 家庭
丈夫陈家伦，儿子陈竺。